# International Ophthalmology Clinics
International Ophthalmology Clinics (skrót: Int Ophthalmol Clin) – czasopismo naukowe wydawane w USA od 1961, specjalizujące się w publikowaniu artykułów przeglądowych z okulistyki. Kwartalnik.
Każde wydanie ma temat wiodący dotyczący jednego zagadnienia z zakresu okulistyki. Publikowane są tu wyłącznie prace przeglądowe napisane przez zaproszonych autorów uznanych za ekspertów w danym temacie.
W międzynarodowym rankingu SCImago Journal Rank (SJR) mierzącym wpływ i znaczenie poszczególnych czasopism naukowych „International Ophthalmology Clinics" zostało w 2019 sklasyfikowane na 88. miejscu wśród czasopism okulistycznych.
W polskim wykazie czasopism punktowanych przez Ministerstwo Nauki i Szkolnictwa Wyższego periodyk otrzymał 40 punktów (wg listy punktowanych czasopism z 2019).
Wydawcą jest Lippincott Williams & Wilkins Ltd. będący częścią Wolters Kluwer Health, Inc. Redaktorem naczelnym jest Rod Foroozan (Baylor College of Medicine, Houston, USA).